# Phoradendrepulus
Phoradendrepulus is een geslacht van wantsen uit de familie van de Miridae (Blindwantsen). Het geslacht werd voor het eerst wetenschappelijk beschreven door Polhemus & Polhemus in 1985.

## Soorten
Het genus is monotypisch en bevat alleen de volgende soort:

- Phoradendrepulus myrmecomorphus Polhemus & Polhemus, 1985